# 사랑이 지나간 자리 (2015년 영화)
《사랑이 지나간 자리》(Palmeras en la nieve, Palm Trees in the Snow)는 스페인에서 제작된 페르난도 곤잘레즈 몰리나 감독의 2015년 드라마, 멜로/로맨스 영화이다. 마리오 카사스 등이 주연으로 출연하였다. 이 영화의 줄거리는 동명의 Luz Gabás의 소설 Palmeras en la nieve에 기반을 두고 있다.

## 출연

### 주연
- 마리오 카사스
- 베르타 바스케스
- 아드리아나 우가르테

### 조연
- 마카레나 가르시아
- 에밀리오 구티에레즈 카바
- 셀소 부갈로
- 라이아 코스타
- 페르난도 카요

## 기타
- 분장: 필라 귈렘
- 의상: 롤스 가르시아 갈렌